# Ceratium longinum
Ceratium longinum is een soort in de taxonomische indeling van de Myzozoa, een stam van microscopische parasitaire dieren. Het organisme komt uit het geslacht Ceratium en behoort tot de familie Ceratiaceae. Ceratium longinum werd in 1900 ontdekt door Cleve.